# Saqui barbut d'Uta Hick
Chiropotes utahicki és una espècie de mico de la família dels pitècids que es troba al Brasil.